# Elektrik Üretim
Die Elektrik Üretim A.Ş. (EÜAŞ) ist ein türkisches Elektrizitätsversorgungsunternehmen. Das Unternehmen befindet sich im Besitz des türkischen Staates. Es produziert und handelt im ganzen Land mit Strom. EÜAŞ wurde 2001 von der Regierung gegründet. Sein Hauptzweck war die Planung und Umsetzung der Energiepolitik der Türkei, die durch die Ausbeutung der einheimischen Ressourcen günstigen und subventionierten Strom an alle türkischen Bürger verteilen soll. Im Jahr 2018 übernahm Elektrik Üretim das staatliche Stromhandelsunternehmen TETAŞ.
EÜAŞ (gemeinsam mit der staatlichen Gas- und Ölgesellschaft BOTAŞ) ist ein Oligopol und legt einen festen Preis für Strom fest, während die Preise für Endverbraucher reguliert sind. Ein bedeutender Teil des von Elektrik Üretim erzeigten Stroms stammt aus Kohlekraftwerken. Die Unterstützung für Kohle in der Türkei, die sich aus den jährlichen Ausgaben von EÜAȘ für primäre Materialien und Lieferungen ergibt, wird auf ₺953 Millionen (272 Millionen US-Dollar) pro Jahr (Durchschnitt 2016–2017) geschätzt.
Da das Unternehmen die alten Kraftwerke Can-1 und Afşin-Elbistan B besitzt und Strom von Braunkohlekraftwerken aus dem privaten Sektor kauft, ist sein kohlebetriebener Strom sehr umweltschädlich.